# Сюдо
Шюдо́ (яп. 衆道, сю:до:) — традиційні японські гомосексуальні відносини між дорослим чоловіком і юнаком. Були в самурайському середовищі із середніх віків до ХІХ століття.

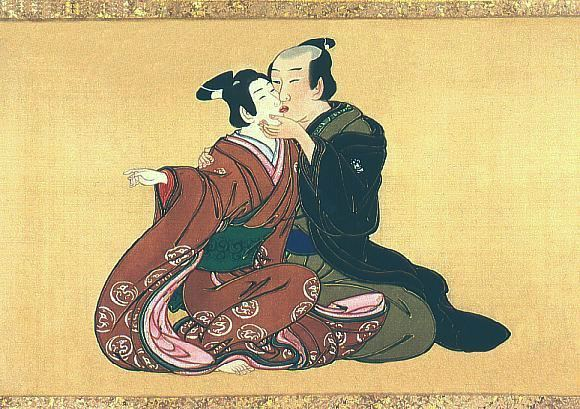
Міяґава Іссьо. «Чоловік та юнак». Якемоно. 1750. Шовк, сумі, фарби, гофун

Назва є скороченням від словосполучення «шлях юнака» (яп. 若衆道, вакасю:до:).

## Походження
Термін з'явився приблизно в 1485, прийшовши на зміну слову тюдо, що використовувалося раніше, що описує любовні відносини між буддистськими бонзами та їх послушниками.
Всупереч думці, що чоловічу любов створив Кукай, справжнє коріння чоловічого кохання в Японії може бути знайдено в ранніх японських текстах (VIII в. н. е.), таких як «Кодзікі» (яп. 古事記) і «Ніхон Сьоки» (яп. 日本書紀).

## Культурні аспекти
Вчення сюдо знайшло відображення в японській літературі, такій як «Хагакуре» та інших самурайських текстах. Сюдо у своїй педагогічній, бойовій та аристократичній складовій дуже близько до давньогрецької традиції педерастії.
Практика сюдо користувалася великою повагою та заохочувалася, особливо у самурайського класу. Вважалося, що сюдо благотворно діє на юнаків, навчаючи їхній гідності, чесності, почуттю прекрасного. Сюдо протиставлялося жіночому коханню, яке звинувачували у «розм'якшенні» чоловіка.
Багато історичної та художньої літератури періоду розквіту Сюдо вихваляло красу та безстрашність хлопчиків, які йшли сюдо. Сучасний історик Дзюн'їті Івата склав список 457 творів XVII і XVIII століть, що належать до т. з. «Еротичної педагогіки» (Ватанабе та Івата, 1989).
У міру зростання сили і впливу торгового класу, деякі аспекти практики сюдо були перейняті середніми класами, і гомоеротичні висловлювання в Японії почали тісно зв'язуватися з подорожуючими акторами театру Кабукі, що зветься тобіко (хлопчики, що пурхають, — евфемізм для повій).
У період Едо (1600—1868) актори театру кабукі (юнаки-актори, що грають жіночі ролі, називалися оннагата), часто підробляли проституцією за межами сцени. Кагема — чоловіки-повії, які працювали в борделях «кагема-тя-я» (яп. 陰間茶屋, чайний дім (з) кагема). Кагема і актори кабуки цінувалися освіченими чоловіками, які часто практикували «дансеку», чоловіче кохання.
З початком епохи Мейдзі та зростанням впливу західної культури християнська мораль почала впливати на культуру Японії та призвела до практичного зникнення регламентованих гомосексуальних відносин до кінця XIX століття.